# إميليو بيريز
اميليو بيريز (بالإسبانية: Emilio Pérez Touriño) (و. 1948 – م) هو سياسي، وعالم اقتصاد، من إسبانيا، ولد في لا كورونيا، هو عضوٌ في حزب العمال الاشتراكي الإسباني.

## مناصب
تولى منصب رئيس حكومة إقليم غاليسيا ‏ (2 أغسطس 2005–18 أبريل 2009)، وعضو مجلس النواب من اسبانيا ‏ (3 مارس 1996–28 أكتوبر 1997).

## التعليم
تعلم في جامعة سانتياغو دي كومبوستيلا.